# 狭山日高インターチェンジ
狭山日高インターチェンジ（さやまひだかインターチェンジ）は、埼玉県狭山市根岸にある、首都圏中央連絡自動車道（圏央道）のインターチェンジ。
入間IC出口の分岐や入間市街に向かう道路が渋滞している場合、このICが使用される。
所在地は狭山市内であるが、日高市および飯能市との境界に近接している。

## 歴史
- 1996年（平成8年）3月26日：青梅IC - 鶴ヶ島JCT間開通に伴い、供用開始[1]。

## 周辺
元々農地であり工業用地等の開発は比較的遅れていた地域である。しかし他のIC周辺よりもまとまった土地を安く得ることができることや、また、圏央道全通時に日本全国各地へ連絡でき、かつ都心へ1時間圏内であるため、関越自動車道・中央自動車道等を使い安定した輸送できることから、運送業者・倉庫業者の物流拠点が集まりつつある。

### 観光地
- 智光山公園
- サイボク
- 巾着田
- 高麗神社
- 秩父御嶽神社
- 埼玉県営狭山稲荷山公園

川越ICも利用可
- 埼玉県営彩の森入間公園

入間IC、三芳SIC（関越道）も利用可
- メッツァ
- 岩蔵温泉

青梅ICも利用可
- 正丸峠

### ショッピング
- ヤマダデンキ Tecc LIFE SELECT狭山店・イオンスタイル狭山（旧・カルフール狭山店）
- 丸広百貨店入間店
- スーパービバホーム狭山日高インター飯能店

### 近隣立地企業
- 小岩井乳業関東支店・東京工場・統括物流センター
- 本田技研工業埼玉製作所
- 西武物流
- 新潟運輸
- カネ美食品埼玉工場
- アサヒロジスティクス狭山物流センター

インターチェンジに隣接して、新光工業地域と狭山工業団地が広がる。また、本田技研工業がある川越狭山工業団地までは都市計画道路でつながっている。

### 駅
- 狭山市駅（西武鉄道・西武新宿線）
- 入間市駅（西武鉄道・池袋線）
- 仏子駅（西武鉄道・池袋線）

## 接続する道路
- 直接接続
  - C4首都圏中央連絡自動車道(46番)
  - 埼玉県道397号堀兼根岸線（東京狭山線、国道16号・東所沢方面）

- 間接接続
  - 国道407号
  - 埼玉県道347号馬引沢飯能線（東京狭山線、飯能方面）
  - 埼玉県道262号日高狭山線

## 隣
C4 首都圏中央連絡自動車道
(45)入間IC - 狭山PA - (46)狭山日高IC - (47)圏央鶴ヶ島IC